# فهرست آثار ملی شهرستان درمیان
شهرستان درمیان به مرکزیت شهر اسدیه، یکی از شهرستان‌های استان خراسان جنوبی در ایران است.

## آثار ثبت‌شده
| ردیف | نام اثر                      | نگاره          | دیرینگی                          | موقعیت                                                                                    | شمارهٔ ثبت | تاریخ ثبت  | منبع  |
| ---- | ---------------------------- | -------------- | -------------------------------- | ----------------------------------------------------------------------------------------- | --------- | ---------- | ----- |
| ۱    | قلعه فورگ                    |                | صفویه                            | شهرستان درمیان، روستای فورگ ۳۲°۵۰′۴۲″ شمالی ۵۹°۵۶′۵۴″ شرقی / ۳۲٫۸۴۵۰۰°شمالی ۵۹٫۹۴۸۳۳°شرقی | ۳۴۵۰      | ۱۳۷۹/۱۲/۲۵ | [ ۱ ] |
| ۲    | تپه پل عباس‌آباد              | بارگذاری تصویر | تاریخی                           | شهرستان درمیان، ۶۰ کیلومتری شرق روستای گاویج                                              | ۴۷۹۹      | ۱۳۸۰/۱۲/۱۹ | [ ۲ ] |
| ۳    | خانه استاد سید غلامرضا سعیدی |                | پهلوی                            | شهرستان درمیان، روستای نوزاد                                                              | ۳۴۶۹      | ۱۳۷۹/۱۲/۲۵ |       |
| ۴    | تپه سردر                     |                | تاریخی ـ اسلامی                  | شهرستان درمیان، دهستان قهستان، ۳/۵ کیلومتری شمال روستای سیرجان شرق مزرعه سردر             | ۴۷۹۱      | ۱۳۸۰/۱۲/۱۹ |       |
| ۵    | تپه دفت‌آباد                  |                | تاریخی                           | شهرستان درمیان، ۵۰۰ متری روستای دفت آباد                                                  | ۶۵۲۱      | ۱۳۸۱/۰۷/۰۷ |       |
| ۶    | آب‌انبار نوغاب                |                | قاجاریه                          | شهرستان درمیان، دهستان گزیک، روستای نوغاب                                                 | ۸۹۵۰      | ۱۳۸۲/۰۳/۱۰ |       |
| ۷    | تپه دهنو                     |                | تاریخی                           | شهرستان درمیان، دهستان قهستان، روستای سریجان                                              | ۴۷۹۵      | ۱۳۸۰/۱۲/۱۹ |       |
| ۸    | مزار و چله‌خانه درویش خسرو    |                | صفویه                            | شهرستان درمیان، داخل روستای بیناب                                                         | ۹۳۰۱      | ۱۳۸۲/۰۵/۰۷ |       |
| ۹    | مسجد عثمان ذوالنورین         |                | قاجاریه                          | شهرستان درمیان، روستای طبس مسینا                                                          | ۴۶۵۷      | ۱۳۸۰/۱۰/۱۱ |       |
| ۱۰   | قلعه قلاع نوزاد              |                | اسماعیلیان                       | شهرستان درمیان، دو کیلومتری شرق روستای نوزاد                                              | ۹۳۰۸      | ۱۳۸۲/۰۵/۰۷ |       |
| ۱۱   | قلعه مسلمانان گرسک           |                | سلجوقیان                         | شهرستان درمیان، یک کیلومتری شرق روستای گرسک                                               | ۹۳۰۹      | ۱۳۸۲/۰۵/۰۷ |       |
| ۱۲   | قلعه کافران گرسگ             |                | سلجوقیان                         | شهرستان درمیان، شمال روستای گرسگ                                                          | ۹۶۰۹      | ۱۳۸۲/۰۵/۲۷ |       |
| ۱۳   | سنگ‌نگاره لاخ چمنزار          |                | پیش از تاریخ                     | شهرستان درمیان، دهستان طبس مسینا، روستای دستگرد                                           | ۱۰۴۸۴     | ۱۳۸۲/۰۸/۰۲ |       |
| ۱۴   | قلعه دختر نوغاب              |                | اسماعیلیان                       | شهرستان درمیان، دهستان قهستان، روستای نوغاب                                               | ۹۶۱۰      | ۱۳۸۲/۰۵/۲۷ |       |
| ۱۵   | محوطه خرابه‌های شاه ولی       |                | پیش از تاریخ ـ تاریخی            | شهرستان درمیان، دهستان گزیک و ۳ کیلومتری شرق روستای گاویج                                 | ۹۳۱۰      | ۱۳۸۲/۰۵/۰۷ |       |
| ۱۶   | سنگ‌نگاره اره فورگ            |                | اسلامی                           | شهرستان درمیان، روستای فورگ، (درون باغ خانم ملایی)                                        | ۶۳۶۶      | ۱۳۸۱/۰۷/۰۷ |       |
| ۱۷   | قلعه کلاته باقرخان           |                | اواخر صفویه تا اواخر قاجار       | شهرستان درمیان، ۵ کیلومتری روستای سرو                                                     | ۸۹۳۷      | ۱۳۸۲/۰۳/۱۰ |       |
| ۱۸   | محوطه باستانی رزه            |                | تاریخی                           | شهرستان درمیان، روستای رزه                                                                | ۸۹۴۸      | ۱۳۸۲/۰۳/۱۰ |       |
| ۱۹   | قلعه نو/ گاویج               |                | قاجاریه                          | شهرستان درمیان، دهستان گزیک، روستای گاویج                                                 | ۸۹۳۸      | ۱۳۸۲/۰۳/۱۰ |       |
| ۲۰   | تپه پاتنگ                    |                | اسلامی                           | شهرستان درمیان، دهستان گزیک، روستای پاتنگ                                                 | ۹۲۹۰      | ۱۳۸۲/۰۵/۰۷ |       |
| ۲۱   | پناهگاه سر در                |                | پیش از تاریخ ـ تاریخی            | شهرستان درمیان، بخش قهستان، ۴ ک. م روستای سریجان                                          | ۶۳۷۰      | ۱۳۸۱/۰۷/۰۷ |       |
| ۲۲   | تپه‌حصار کهنه                 |                | اسلامی                           | شهرستان درمیان، یک کیلومتری شرق روستای آواز                                               | ۶۳۶۹      | ۱۳۸۱/۰۷/۰۷ |       |
| ۲۳   | محوطه تاریخی فرهنگی راوکان   |                | اسلامی                           | شهرستان درمیان، دهستان طبس مسینا، ۳ کیلومتری غرب روستای احمدآباد                          | ۵۱۳۴      | ۱۳۸۰/۱۲/۲۵ |       |
| ۲۴   | محوطه باستانی مبارزین        |                | تاریخی ـ اسلامی                  | شهرستان درمیان غرب روستای طبس مسینا                                                       | ۴۹۰۵      | ۱۳۸۰/۱۲/۱۹ |       |
| ۲۵   | آس‌بادهای طبس مسینا           |                | قاجاریه                          | شهرستان درمیان، روستای طبس مسینا                                                          | ۴۶۶۱      | ۱۳۸۰/۱۰/۱۱ |       |
| ۲۶   | سنگ‌نگاره دره مسگ             |                | اسلامی                           | شهرستان درمیان، یک کیلومتری جنوب روستای مسگ                                               | ۴۹۰۶      | ۱۳۸۰/۱۲/۱۹ |       |
| ۲۷   | حمام وحوض میرزای فورگ        |                | افشاریه ـ قاجاریه                | شهرستان درمیان، روستای فورگ                                                               | ۱۲۰۸۴     | ۱۳۸۴/۰۴/۱۲ |       |
| ۲۸   | قلعه دختر گاویج              |                | پیش از تاریخ ـ تاریخی            | شهرستان درمیان، یک کیلومتری روستای گاویج                                                  | ۴۷۹۷      | ۱۳۸۰/۱۲/۱۹ |       |
| ۲۹   | مسجد جامع درخش               |                | صفویه                            | شهرستان درمیان، روستای درخش                                                               | ۲۰۶۶      | ۱۳۷۷/۰۴/۲۹ |       |
| ۳۰   | مسجد عماری                   |                | صفویه ـ اوایل قاجار              | شهرستان درمیان، روستای عماری                                                              | ۶۶۵۹      | ۱۳۸۱/۱۰/۱۰ |       |
| ۳۱   | قلعه محمدآباد چهار برج       |                | قاجاریه                          | شهرستان درمیان، دهستان فخرود، روستای محمدآباد                                             | ۸۲۷۵      | ۱۳۸۲/۰۱/۲۴ |       |
| ۳۲   | قلعه بورنگ                   |                | صفویه                            | شهرستان درمیان، دهستان فخرود، روستای بورنگ                                                | ۸۲۷۶      | ۱۳۸۲/۰۱/۲۴ |       |
| ۳۳   | قلعه مسگ                     |                | زندیه                            | شهرستان درمیان، دهستان فخرود، روستای مسگ                                                  | ۸۲۷۷      | ۱۳۸۲/۰۱/۲۴ |       |
| ۳۴   | قلعه اسدیه                   |                | قاجاریه                          | شهرستان درمیان، داخل شهر اسدیه                                                            | ۸۲۷۸      | ۱۳۸۲/۰۱/۲۴ |       |
| ۳۵   | قلعه کل حسن صباح             |                | سلجوقیان ـ اسماعیلیان            | شهرستان درمیان، روستای تقندیک                                                             | ۸۲۷۹      | ۱۳۸۲/۰۱/۲۴ |       |
| ۳۶   | قلعه طبس مسینا               |                | اسلامی                           | شهرستان درمیان، روستای طبس مسینا                                                          | ۸۲۸۰      | ۱۳۸۲/۰۱/۲۴ |       |
| ۳۷   | مسجد گسک                     |                | صفویه ـ قاجاریه                  | شهرستان درمیان، دهستان فخرود، روستای گسک                                                  | ۸۲۸۱      | ۱۳۸۲/۰۱/۲۴ |       |
| ۳۸   | آب‌انبار علی‌آباد              |                | قاجاریه                          | شهرستان درمیان، دهستان طبس مسینا، روستای علی‌آباد                                          | ۸۲۸۲      | ۱۳۸۲/۰۱/۲۴ |       |
| ۳۹   | آرامگاه شریف                 |                | اوایل پهلوی                      | شهرستان درمیان، دهستان قهستان، روستای درخش                                                | ۸۲۸۳      | ۱۳۸۲/۰۱/۲۴ |       |
| ۴۰   | خانه عبدالعظیم عظیمی         |                | اوایل قاجار                      | شهرستان درمیان، روستای نوزاد                                                              | ۸۹۳۵      | ۱۳۸۲/۰۳/۱۰ |       |
| ۴۱   | خانه عبدالله خان رفیعی       |                | افشاریه ـ قاجاریه                | شهرستان درمیان، پشت مسجد جامع                                                             | ۱۲۰۸۵     | ۱۳۸۴/۰۴/۱۲ |       |
| ۴۲   | حمام قدیمی درمیان            |                | افشاریه ـ قاجاریه                | شهرستان درمیان، کناررودخانه، مقابل مسجد جامع                                              | ۱۲۰۸۸     | ۱۳۸۴/۰۴/۱۲ |       |
| ۴۳   | خانه ابراهیم بیک مسینایی     |                | افشاریه ـ قاجاریه                | شهرستان درمیان، کوچه بخشداری قدیم، جنب مسجد میان ده                                       | ۱۲۰۸۹     | ۱۳۸۴/۰۴/۱۲ |       |
| ۴۴   | خانه مهدی خان رفیعی          |                | افشاریه ـ قاجاریه                | شهرستان درمیان                                                                            | ۱۲۰۹۰     | ۱۳۸۴/۰۴/۱۲ |       |
| ۴۵   | خانه عبد ا۰۰۰ بیک مینائی     |                | قاجاریه                          | درمیان (در۱/۵ کیلومتری بیرجند)                                                            | ۱۲۵۶۸     | ۱۳۸۴/۰۵/۱۱ |       |
| ۴۶   | قلعه درخش                    |                | قبل از صفویه                     | شهرستان درمیان، بخش قهستان، روستای درخش                                                   | ۱۵۲۸۴     | ۱۳۸۴/۱۲/۲۴ |       |
| ۴۷   | قلعه اره فورگ                |                | قاجاریه                          | شهرستان درمیان، بخش مرکزی، ۳ کیلومتری شمال روستای فورگ، در حاشیه جاده فورگ به اسدیه       | ۱۵۳۱۱     | ۱۳۸۴/۱۲/۲۴ |       |
| ۴۸   | قلعه سیدان                   |                | قاجاریه                          | شهرستان درمیان، بخش قهستان، دهستان فخرود، روستای سیدان                                    | ۱۶۴۴۶     | ۱۳۸۵/۰۸/۲۷ |       |
| ۴۹   | مسجد جامع هندوالان           |                | قرن ۵ و ۶ ق                      | شهرستان درمیان، روستای هند والان                                                          | ۱۸۹۳      | ۱۳۷۶/۰۵/۱۱ |       |
| ۵۰   | تپه قلعه دختر بیدسک          |                | ساسانی ـ فرون میانه اسلامی       | شهرستان درمیان، بخش قهستان، دهستان قهستان، ۴ کیلومتری شمال شرق روستای بیدسک               | ۱۶۴۴۸     | ۱۳۸۵/۰۸/۲۷ |       |
| ۵۱   | محوطه غفارآباد               |                | زندیه ـ قاجاریه                  | شهرستان درمیان، بخش قهستان، دهستان فخرود، ۴ کیلومتری جنوب غرب روستای نگینان               | ۱۶۴۴۹     | ۱۳۸۵/۰۸/۲۷ |       |
| ۵۲   | بقایای قلعه فخرود            |                | قاجاریه ـ پهلوی                  | شهرستان درمیان، بخش قهستان، دهستان فخرود، ۳ کیلومتری شمال غربی روستای آسفیچ               | ۱۶۴۵۱     | ۱۳۸۵/۰۸/۲۷ |       |
| ۵۳   | مسجد سیدان                   |                | قاجاریه                          | شهرستان درمیان، بخش قهستان، دهستان فخرود، روستای سیدان                                    | ۱۶۴۶۴     | ۱۳۸۵/۰۸/۲۷ |       |
| ۵۴   | مسجد نگینان                  |                | پهلوی                            | شهرستان درمیان، بخش قهستان، دهستان قهستان، روستای نگینان                                  | ۱۶۴۷۴     | ۱۳۸۵/۰۸/۲۷ |       |
| ۵۵   | قلعه آسفیچ                   |                | قاجاریه ـ پهلوی                  | شهرستان درمیان، بخش قهستان، دهستان فخرود، روستای آسفیچ                                    | ۱۶۵۹۸     | ۱۳۸۵/۰۸/۲۷ |       |
| ۵۶   | مجموعه آرامگاهی خاندان رفیعی |                | قرون میانه اسلامی تا دوران معاصر | شهرستان درمیان، بخش مرکزی، دهستان درمیان، یک کیلومتری شمال روستای درمیان                  | ۱۶۶۸۰     | ۱۳۸۵/۱۰/۰۳ |       |
| ۵۷   | تپه قلعه کهنه درسری          |                | قرون میانه و متأخر اسلامی        | شهرستان درمیان، بخش مرکزی، دهستان درمیان، روستای درسری                                    | ۱۷۰۵۰     | ۱۳۸۵/۱۱/۰۸ |       |
| ۵۸   | بقایای قلعه محمدآباد         |                | قاجاریه                          | شهرستان درمیان، بخش گزیک، دهستان طبس مسینا، روستای محمدآباد                               | ۱۷۰۵۲     | ۱۳۸۵/۱۱/۰۸ |       |
| ۵۹   | تپه قلعه کوه نوزاد           |                | قرن ۸ ه‍.ق تا صفویه                | شهرستان درمیان، بخش مرکزی، دهستان میاندشت، روستای نوزاد                                   | ۱۷۰۵۶     | ۱۳۸۵/۱۱/۰۸ |       |
| ۶۰   | آب‌انبار حوض خواهر محمد خان   |                | قاجاریه                          | شهرستان درمیان، بخش مرکزی، دهستان درمیان، روستای درمیان                                   | ۱۷۰۶۱     | ۱۳۸۵/۱۱/۰۸ |       |
| ۶۱   | بقایای قلعه ملک‌آباد          |                | قاجاریه تا اوایل پهلوی           | شهرستان درمیان، بخش قهستان، دهستان فخرود، ۳ کیلومتری شمال شرق روستای گسک                  | ۱۷۰۶۳     | ۱۳۸۵/۱۱/۰۸ |       |
| ۶۲   | بقایای قلعه خونیک            |                | قرن ۱۲ تا ۱۴ ه‍.ق                  | شهرستان درمیان، بخش گزیک، دهستان طبس مسینا، روستای خونیک                                  | ۱۷۰۷۰     | ۱۳۸۵/۱۱/۰۸ |       |
| ۶۳   | تپه قلعه کوه مسک             |                | قرون میانه اسلامی تا صفویه       | شهرستان درمیان، بخش مرکزی، دهستان میاندشت، روستای مسک                                     | ۱۷۰۷۳     | ۱۳۸۵/۱۱/۰۸ |       |
| ۶۴   | بقایای قلعه بنیاب            |                | صفویه ـ قاجاریه                  | شهرستان درمیان، بخش مرکزی، دهستان درمیان، روستای بنیاب                                    | ۱۷۱۱۱     | ۱۳۸۵/۱۱/۰۸ |       |
| ۶۵   | مدرسه علمیه درمیان           |                | افشاریه                          | شهرستان درمیان، بخش مرکزی، دهستان درمیان، روستای درمیان                                   | ۱۷۳۷۹     | ۱۳۸۵/۱۱/۲۳ |       |
| ۶۶   | ساختمان چاه ماه              |                | اسلامی                           | شهرستان درمیان، بخش گزیک، دهستان طبس مسینا، حاشیه شرق روستای طبس مسینا                    | ۱۷۳۸۱     | ۱۳۸۵/۱۱/۲۳ |       |
| ۶۷   | آرامگاه سلطان ابراهیم رضا    |                | تیموریان تا قاجاریه              | شهرستان درمیان، روستای نصرالدین                                                           | ۱۸۸۵      | ۱۳۷۶/۰۵/۱۱ |       |
| ۶۸   | مسجد قلعه نوغاب              |                | سال ۱۳۵۵ ه‍.ق                      | شهرستان درمیان، بخش مرکزی، دهستان میاندشت، داخل روستای نوغاب                              | ۱۷۳۸۲     | ۱۳۸۵/۱۱/۲۳ |       |